# Хом-Брук (тауншип, Миннесота)
Хом-Брук (англ. Home Brook) — тауншип в округе Касс, Миннесота, США. На 2000 год его население составило 191 человек.

## География
По данным Бюро переписи населения США площадь тауншипа составляет 93,9 км², из которых 93,3 км² занимает суша, а 0,6 км² — вода (0,61 %).

## Демография
По данным переписи населения 2000 года здесь находились 191 человек, 72 домохозяйства и 50 семей.  Плотность населения —  2,0 чел./км².  На территории тауншипа расположено 84 постройки со средней плотностью 0,9 построек на один квадратный километр. Расовый состав населения: 97,91 % белых, 0,52 % коренных американцев, 1,05 % азиатов и 0,52 % приходится на две или более других рас. Испанцы или латиноамериканцы любой расы составляли 1,57 % от популяции тауншипа.
Из 72 домохозяйств в 27,8 % воспитывались дети до 18 лет, в 55,6 % проживали супружеские пары, в 6,9 % проживали незамужние женщины и в 29,2 % домохозяйств проживали несемейные люди. 25,0 % домохозяйств состояли из одного человека, при том 11,1 % из — одиноких пожилых людей старше 65 лет. Средний размер домохозяйства — 2,61, а семьи — 3,04 человека.
24,1 % населения — младше 18 лет, 7,9 % — в возрасте от 18 до 24 лет, 25,1 % — от 25 до 44, 26,7 % — от 45 до 64, и 16,2 % — старше 65 лет. Средний возраст — 41 год. На каждые 100 женщин приходилось 135,8 мужчин.  На каждые 100 женщин старше 18 приходилось 123,1 мужчин.
Средний годовой доход домохозяйства составлял 34 375 долларов, а средний годовой доход семьи —  40 208 долларов. Средний доход мужчин —  31 250  долларов, в то время как у женщин — 21 250. Доход на душу населения составил 16 303 доллара. За чертой бедности находились 8,2 % семей и 13,6 % всего населения тауншипа, из которых 14,5 % младше 18 и 45,2 % старше 65 лет.